# Колледж Сентенниал
Колледж Сентенниал, Centennial College of Applied Arts and Technology — колледж, предоставляющий диплом и степень, расположенный в Торонто, Онтарио, Канада. Это старейший государственный колледж в Онтарио . Его кампусы в основном расположены в восточной части города, особенно в Скарборо, имеется также новый аэрокосмический центр, который в настоящее время строится в Даунсвью.
Centennial College признан одним из самых разнообразных в культурном отношении учреждений высшего образования в Онтарио. Здесь представлены почти 100 этнокультурных групп, в кампусе говорят на 80 языках.
В 2016 году Centennial впервые в своей истории вошёл в десятку лучших исследовательских колледжей Канады. Основными исследовательскими центрами являются Центр доступа к переносным, интерактивным и мобильным технологиям в здравоохранении (WIMTACH), созданный в 2015 году за счет федерального гранта в размере 1,75 миллиона долларов. и его новый центр аэрокосмических инноваций, который в настоящее время строится на бывшем заводе de Havilland в западном конце Торонто.
Centennial College был первым, который был открыт в Онтарио во время формирования системы государственных колледжей в провинции в 1960-х годах. Колледжи прикладного искусства и технологии в провинции Онтарио были учреждены 21 мая 1965 года под руководством достопочтенного Уильяма Дэвиса, министра образования. Система выросла до 24 государственных колледжей, обслуживающих 200 общин в провинции.